# Chemoform
Die Chemoform AG ist ein Hersteller und Händler von Wasserpflegeprodukten und Wasserreinigern insbesondere für private und öffentliche Schwimmbädern und allen artverwandten Bereichen wie Saunen, Whirlpools, Dampfbädern, Spas und Wellnessbereichen. Heute werden Schwimmbäder, Saunen und ähnliche Produkte von Tochterunternehmen selbst hergestellt. Die Hauptverwaltung befindet sich in Wendlingen am Neckar. Im Außenauftritt wird auch die Bezeichnung CF Group und CF Group - The wonder of water verwendet.

## Geschichte
1962 gründete Gerhard Mayer-Klenk in Wendlingen am Neckar Chemoform. Hergestellt wurden Wasserpflegeprodukte und Reiniger für private und öffentliche Schwimmbäder. Ende der 1980er Jahre wurde Chemoform an die französische Gesellschaft Hydrochim verkauft. Im Jahr 1996 kauften seine Söhne Cedrik und Christoph Mayer-Klenk das Unternehmen zurück.
1975 gründeten Jacqueline und Alain Maupas im französischen Brece die Firma FIJA SAS. Diese produziert Zubehörteile wie Rollläden, Abdeckungen und andere Teile für Schwimmbäder. Seit dem Jahr 1989 wurde FIJA von Marc Maupas geleitet.
1973 gründeten Liliane und Francis Guillot im französischen St. Remy de Provence die Firma Aqualux.
Im Jahre 2019 kaufte Chemoform AG das französische Unternehmen FIJA SAS und zeitgleich die gemeinsame Beteiligung Aqualux. An beiden Gesellschaften war Chemoform seit 2014 mit Minderheitsanteilen beteiligt gewesen. Die Bezahlung erfolgte durch die Ausgabe von Aktien der Chemoform AG an die vorherigen Eigentümer von FIJA und Aqualux. Cedrik Mayer-Klenk wurde zum CEO bestellt, Christoph Mayer-Klenk und Marc Maupas (ex FIJA) wurden zu Aufsichtsräten der Chemoform AG berufen und Sebastien Guillot (ex Aqualux) wurde Geschäftsführer für den französischen Teilkonzern. Als Dachmarke wurde CF Group eingeführt.

## Aktionärsstruktur
(Stand: 31. Oktober 2020)
- Cedrik Mayer-Klenk, Christoph Mayer-Klenk, Marc Maupas und Sebastien Guillot zusammen über 90 %
- CIC Capital und eine Mitarbeiterbeteiligungsgesellschaft zusammen unter 10 %